# Anodonthyla eximia
Anodonthyla eximia — вид жаб родини карликових райок (Microhylidae). Описаний у 2019 році.

## Поширення
Ендемік Мадагаскару. Відомий лише з околиць гори Махаріра в національному парку Раномафана на сході острова.

## Опис
Самиці сягають до 11,3 см завдовжки, самці — 9,7 см. Наземний вид. Мешкає у лісовій підстилці у тропічному дощовому лісі.